# 天主教老河口教区
天主教老河口教區（拉丁語：Dioecesis Laohocheuvensis）是羅馬天主教在中國湖北省西南部設立的一個教區，屬於漢口教省。

## 概況
1946年4月11日，聖座在中國設立聖統制，老河口宗座代牧區升格為老河口教區，屬於湖北教省。
1950年，老河口教區信徒人數為20,445人、14個堂區、27位司鐸、6位修士和46位修女。教座位於湖北省老河口市。教區自費樂理主教於1966年3月10日去世後，一直處於教座出缺狀態至今。

## 歷史

### 西北境代牧區時期
1870年9月11日，聖座將湖北宗座代牧區一分為三，設立湖北東境宗座代牧區、湖北西南境宗座代牧區和湖北西北境宗座代牧區。宗座代牧區由義大利籍方濟會會士負責管理，且畢理主教出任首任宗座代牧。
1889年秋爆發義和團運動，1900年7月8日襄陽縣鄉民聲稱教會殺害兒童，與信友在教堂外發生糾紛。襄陽縣總鐸畢世修神父到襄陽縣衙門尋求幫助。但縣令李祖蔭無法平息事件，反而更觸發民變。鄉民相繼搗毀襄陽縣和黃龍檔的教堂，畢世修神父在李祖蔭的勸説下，暫避漢口。1901年，清朝政府敗於八國聯軍，並相方簽訂辛丑條約，同年，法國駐漢口領事委託安襄鄖荊兵備道與湖北西北宗座代牧區簽訂《湖北襄陽議結天主教案合同》，要求政府保護信友、神父及教堂，緝拿民變的鄉民，相關官員撤職查辦。畢世修神父也回到襄陽教堂繼續傳教。

### 老河口代牧區時期
1924年12月3日，宗座代牧區以教座所在地老河口市更名為老河口宗座代牧區，恩禮奇主教出任首任宗座代牧。1930年10月18日，恩禮奇主教因病榮休，並在穀城縣茶園溝修院休養。1931年5月，恩主教被中共工農紅軍逮捕，直到9月才因病情惡化而被釋放。
1936年5月25日，聖座從老河口宗座代牧區劃出襄陽、棗陽、南漳和宜城的四個堂區，設立襄陽宗座監牧區。

### 老河口教區時期
1946年4月11日，聖座在中國設立聖統制，老河口宗座代牧區升格為老河口教區，屬於漢口教省。費樂理主教留任成為首任老河口教區正權主教。
1949年10月1日，中國共產黨在中國大陸地區建立中華人民共和國，並開始針對天主教進行宗教迫害及打壓，教會已經無法正常功能。1952年4月，中國政府以「策劃和組織反革命武裝暴亂」罪名拘捕費樂禮主教及副主教范濟黎神父。後被判處有期徒刑7年，關押在武昌獄中。費主教刑滿後被驅逐出境，經香港返回意大利。
1966年至1979年文化大革命期間，所有宗教活動停止。
2000年，中國天主教愛國會未經聖座准許，擅自將漢口教省的老河口教區、襄陽教區及被擅自升格的隨州教區合併，重組成立襄樊教區。
2002年8月22日，老河口教區有3位修女發終身聖願，而較早前亦有7位修女復發聖願。

## 歷任主教

### 湖北西北境宗座代牧
- 畢理主教, O.F.M.（1876年11月20日-1878年5月12日）：意大利籍[7]
- 南熙主教, O.F.M.（1879年9月30日-1903年10月8日）：意大利籍[8]
- 畢世修主教, O.F.M.（1904年5月10日-1920年6月30日）：意大利籍[9]

### 老河口宗座代牧
- 恩禮奇主教, O.F.M.（1922年2月21日-1930年）：意大利籍[10]
- 教座出缺（1930年10月18日-1932年1月27日）
  - 宗座署理費樂理主教, O.F.M.（1932年1月27日-1946年4月11日）：意大利籍[11]
- 費樂理主教, O.F.M.（1932年1月27日-1946年4月11日）：意大利籍

### 老河口主教
- 費樂理主教, O.F.M.（1946年4月11日-1966年3月10日）：意大利籍
- 教座出缺（1966年-現在）